# Principiul holografic
Principiul holografic este o proprietate a gravitației cuantice și din teoria coardelor, care prevede că descrierea unui volum al spațiului poate fi gândită ca o codificare pe granița regiunii spațiului - de preferință la granița luminii cum ar fi un orizont gravitațional. Acest principiu sugerează ca întregul univers poate fi privit ca o structură informațională bi-dimensională, iar mediul înconjurător și noi am putea fi o proiecție holografică a proceselor fizice care au loc pe o suprafață bidimensională și îndepărtată. Conceptul a fost propus pentru prima oară de către Gerard 't Hooft și a devenit pentru prima oară o interpretare corectă a teoriei coardelor prin munca lui Leonard Susskind, care a combinat ideile sale cu cele anterioare ale lui Gerard 't Hooft și ale lui Thorn Charles.
Ideea lui Gerard 't Hooft și a lui Leonard Susskind se bazează pe studii asupra găurilor negre care au fost testate de către Jacob Bekenstein (Universitatea Evreiască din Israel) și de Stephen Hawking (Universitatea Cambridge). În anii 1970, Stephen Hawking a demonstrat ca găurile negre nu sunt în totalitate „negre” și emit foarte lent o radiație ce ar provoca evaporarea lor treptată până la dispariție. Dacă ar dispărea o gaură neagră, atunci întreaga informație despre steaua al cărui colaps a dus la formarea găurii negre ar dispare odată cu ea; acest concept contrazice principiul conform căreia informația nu poate fi distrusă („paradox al informației găurii negre”). Universul însuși stochează informația într-un mod similar găurilor negre, iar mecanica cuantică vine cu presupunerea ca informația este stocată în fiecare volum de spațiu.Asta înseamnă că fiecare volum al spațiului conține o cantitate discretă de informație
Așa cum a arătat Raphael Bousso, Thorn a observat în 1978 că teoria coardelor admite o descriere la dimensiuni mici la care gravitația rezultă din aceste dimensiuni în ceea ce este numit acum ca o modalitate holografică.
Conform lui Craig Hogan (de la Fermilab din Batavia, Illinois) ar exista o limită fundamentală a continuumului spațiu-timp în care spațiul și timpul încep sa se dizolve în „granule”, tot asa cum o imagine dintr-un ziar se fragmentează în puncte atunci când este mărită.
Fizicianul american Brian Greene spune că:
„Tot ceea ce vedem și experimentăm, ceea ce noi spunem că reprezintă familiara noastră realitate tridimensională, poate fi doar o proiecție de informații stocate pe o suprafață bidimensională minusculă aflată la mare distantă, similar modului în care informația unei holograme este stocată pe o bucată subțire de plastic. [...] Tind să cred că da, această lume tridimensională este un fel de iluzie și că adevărata realitate ultimă este realitatea bidimensională de la suprafața Universului.”—The Fabric of the Cosmos (Textura universului)